# Цепной конвейер
Цепно́й конве́йер — вид конвейера, у которого тяговое усилие создаётся одной или двумя цепями.
Цепные конвейеры, в сравнении с ленточными, способны транспортировать грузы с высокой температурой, тяжёлые грузы, и у них больше производительность. Однако они более громоздки, тяжелее, дороже, и у них выше стоимость эксплуатации. Конвейерные цепи содержат большие количества пар трения, что требует их регулярной смазки.
К цепным конвейерам относятся, например, пластинчатые, скребковые, ковшовые конвейеры и др.
Цепные конвейеры нашли широкое применение в промышленности. В частности, на автомобильных заводах подача деталей осуществляется цепными конвейерами.